# FK Izjevsk
FK Izjevsk (Russisch: ФК Ижевск) was een Russische voetbalclub uit Izjevsk. De club stond lange tijd bekend als Zenit Izjevsk, maar heeft niets te maken met het huidige FK Zenit-Izjevsk, dat in 2011 opgericht werd als opvolger van Sojoez-Gazprom Izjevsk. 

## Geschiedenis
De club werd in 1936 opgericht als Zenit Izjevsk. Tussen 1949 en 1955 heette de club Izjevski Zavod en werd daarna opnieuw Zenit tot 1998. Tussen 1984 en 1987 heette de stad Izjevsk Oestinov. In 1998 werd de naam Dinamo aangenomen werd. In 2003 nam de club de naam FK Izjevsk aan en in 2004 werd de club ontbonden. 
In 1936 speelde de club in de beker en verloor daar met 1-11 van Dinamo Sverdlovsk. Zenit speelde in 1947 voor het eerst in de tweede klasse van de toenmalige Sovjet-Unie en eindigde op een derde plaats. De volgende twee jaar eindigde de club in de middenmoot. Door competitiehervorming in 1950 belandde de club terug in het regionale voetbal. In 1956 keerde de club terug. Na enkele jaren middenmoot werden ze derde in 1959. In 1963 werd de tweede klasse weer hervormd en teruggebracht naar één reeks waardoor Zenit in de derde klasse moest spelen. Daar plaatste de club zich voor de eindronde om promotie, maar kon deze uiteindelijk niet afdwingen. In 1968 speelde de club terug in de tweede klasse en eindigde twee jaar in de middenmoot. 
In 1970 werd de tweede klasse definitief teruggebracht naar één reeks en moest de club dus opnieuw een stapje terugzetten. In 1975 eindigde de club laatste, maar degradeerde niet. In 1986 eindigde de club samen met Krylja Sovetov Koejbysjev op de eerste plaats en speelde een testwedstrijd om aan de eindronde mee te kunnen doen. Het bleef 0-0 en na strafschoppen won Koejbysjev met 5-4 en deze club dwong later de promotie af. Twee jaar later werden ze vicekampioen achter OeralMasj Sverdlovsk. De laatste seizoenen van de competitie eindigde de club in de middenmoot. 
Na het uiteenvallen van de Sovjet-Unie ging de club van start in de nieuwe Russische tweede klasse. Na een seizoen in de middenmoot eindigden ze in 1993 afgetekend laatste en degradeerden. Omdat de tweede klasse teruggebracht werd van drie reeksen naar één reeks moesten ze in 1994 zelfs in de vierde klasse starten, maar konden wel na één seizoen de promotie afdwingen. De volgende jaren eindigde de club steevast bij de laatste plaatsen. In 2004 trok de club zich tijdens het seizoen terug uit de competitie. De resterende wedstrijden werden als een 0-3 verlies aangerekend. Na dit seizoen werd de club ontbonden. 